# Єзерська (зупинний пункт)
Єзе́рська — пасажирський зупинний пункт Харківської дирекції Південної залізниці на електрифікованій лінії Мерефа — Лозова між зупинними пунктами Селекційна (6,1 км) та Липковатівка (2,7 км). Розташований біля села Кринички Харківського району Харківської області.

## Пасажирське сполучення
На платформі Єзерська зупиняються приміські електропоїзди Харківського та Лозівського напрямків.